# La Celle, Allier

La Celle este o comună în departamentul Allier din centrul Franței. În 1 ianuarie 2022 avea o populație de 400 de locuitori.